# Гејнсвил (Тексас)
Гејнсвил (енгл. Gainesville) град је у америчкој савезној држави Тексас. По попису становништва из 2010. у њему је живело 16.002 становника.

## Демографија
Према попису становништва из 2010. у граду је живело 16.002 становника, што је 464 (3,0%) становника више него 2000. године.
| Група             | 2000.          | 2010.          |
| Белци             | 11.449 (73,7%) | 10.019 (62,6%) |
| Афроамериканци    | 933 (6,0%)     | 820 (5,1%)     |
| Азијати           | 85 (0,5%)      | 202 (1,3%)     |
| Хиспаноамериканци | 2.714 (17,5%)  | 4.521 (28,3%)  |
| Укупно            | 15.538         | 16.002         |